# 横手市横手体育館
横手市横手体育館（よこてし よこてたいいくかん）は、秋田県横手市条里にある体育館。
大・中・小体育館と格技場を備えており、市内に4つある競技用体育館（横手・増田・雄物川・大森）の中核的な役割を果たしている。

## 歴史
高度経済成長が終わった頃、当時の横手市〈旧〉内においては公民館併設の体育室や学校の体育館を除き、公共の体育館（独立施設）が存在していなかったため、体育館建設の機運が高まった。そこで、横手平鹿広域市町村圏組合が建築主となって新たに体育館を建設することを1977年（昭和52年）に決定した。
これより以前にも、旧横手市内に体育館を建設する計画はあったが、同じ広域市町村圏内に当たる平鹿町でも体育館を建設する計画が浮上し、計画が競合する事態となった。この際、横手市と平鹿町の境界付近に当たる中山地区（横手市側）に共同利用できる体育館を建設するという案が提案されたが、建設が遅れて計画は立ち消えとなってしまった。
計画当初より、体育館は行政センター（後の市役所本庁北庁舎→市役所条里北庁舎）予定地付近に建設することとしていたが、横手市の行政センター付近に建設するのは「横手市立体育館」になりかねないとの懸念を示す郡内町村もあった。広域市町村圏組合によって建設される体育館は、あくまでも横手・平鹿地区（横手市と平鹿郡5町2村、2005年に郡市一体で合併。）を広域にカバーする施設であったため、このような懸念がされた。また、同時期の1978年（昭和53年）に町民体育館を建設することを決定した雄物川町と、同じ広域市町村圏内であることから補助金を巡って競合し、雄物川町が町単独で建設することになる事案が発生した。ただ、後に協議を重ねた結果、当初と変わらず行政センター付近に建設することが決まった。
1979年（昭和54年）3月に建物自体は竣工したが、財政難により付属道路と駐車場に着工しておらず、しばらくは開業できない状況となっていた。また、体育館の運営方法として、市は施設の運営にかかる費用負担を小さくすべく、体育館の利用者に会費（年間2,000円から3,000円）と利用料（1利用につき100円から200円）を徴収し、施設の運営を財団法人に委託するという案を提示したが、市民会議ではこれに激しく反対。市民会議における意見などを踏まえ、結果的に施設の運営は市が行うことになり、会費も年間1,000円へと値下げされた。
このような経緯を踏まえ、1980年（昭和55年）4月5日に「横手平鹿広域圏民体育館」として開業した。建物の設計をしたのは西原研究所で、西原研究所は同市内の朝倉小学校（現校舎、1983年〈昭和58年〉竣工）の設計も行っている。
2003年（平成15年）6月から翌年2月にかけて改装工事が行われ、設備の更新などが行われた。照明の明るさが以前の2倍に当たる1,500ルクスとなり、観客席の暖房設備も更新された。事業費は5億7,000万円。
2005年（平成17年）10月1日、旧横手市と平鹿郡の各町村による新設合併によって「横手市」が発足した際、施設の名前は「横手市横手体育館」に改められた。

### よこてアリーナ構想
2015年（平成27年）頃、防災拠点機能の強化および地域活性化などを目的に、多機能型体育館の「よこてアリーナ（仮称）」を整備する構想が持ち上がった。2016年（平成28年）2月、アリーナ構想を具体化するため、2016年度一般会計当初予算案に関連事業費6,700万円（測量費、地質調査費、基本計画策定費）を盛り込んだ。アリーナは5,000人程度の規模を想定し、赤坂総合公園内にて2020年（令和2年）までの整備を目指すこととした。しかし、同年3月18日の市議会にて、アリーナ関連事業費を盛り込んだ当初予算案が否決、アリーナ関連事業費を削減した修正案が可決された。これにより、市長はアリーナ構想を断念する意向を示し、計画は頓挫した。その後、建設の推進を求める請願が8,811人の署名とともに市・市議会に提出されるなどしたが、実現には至っていない。

## 施設の再整備

### 施設が抱える問題点
横手体育館は、2019年（令和元年）で建築から40年を迎え、施設全体の老朽化が著しい。また、旧耐震基準で建築された施設で安全面に不安があることや、空調設備（冷房）が無いこと、観客席数が不足していることなど課題となる点がある。
また、近年重要視されているバリアフリーやユニバーサルデザインへの配慮が不足していることなども挙げられる。

### 再整備に向けた計画
2018年（平成30年）7月、老朽化が進む市内の公共施設についてのアンケートを市民向けに実施。アンケートでは、横手体育館・市民会館、大鳥公園プールの今後のあり方についてを中心に問われ、市の指針を定めるのに意見を反映させるものとした。
2020年（令和2年）には、市が制定する「横手市財産経営推進計画（通称：FM計画）」に基づく公共公益施設の再配置に関する検討を行うことを目的に、「横手市公共施設再配置に関する市民検討委員会」を設置。5回の会議を重ね、同年9月30日に提言書を作成。この提言書では、横手体育館の建て替え（長寿命化）の提言のほか、横手市民会館の建て替え（長寿命化、詳細は横手市民会館#再整備計画を参照）、大鳥公園プールの廃止などが提言された。
2021年（令和3年）3月に「横手体育館及び横手市民会館整備基本構想」を策定。同年6月30日には、建て替えに向けた基本計画を取りまとめるため「横手体育館及び横手市民会館整備基本計画策定委員会」を設置。専門家を中心に策定が行われたが、将来これらの施設を利用する若い世代からの意見を直接反映させることを目的に、市内すべての中学校にて意見交換会を実施した。中学2年生の生徒を対象に行われ、駐輪場の拡大を求める意見などがあった。7回の会議を重ね、2022年（令和4年）3月に「横手体育館及び横手市民会館整備基本計画」を策定。この基本計画を元に、設計・調査が行われるとした。

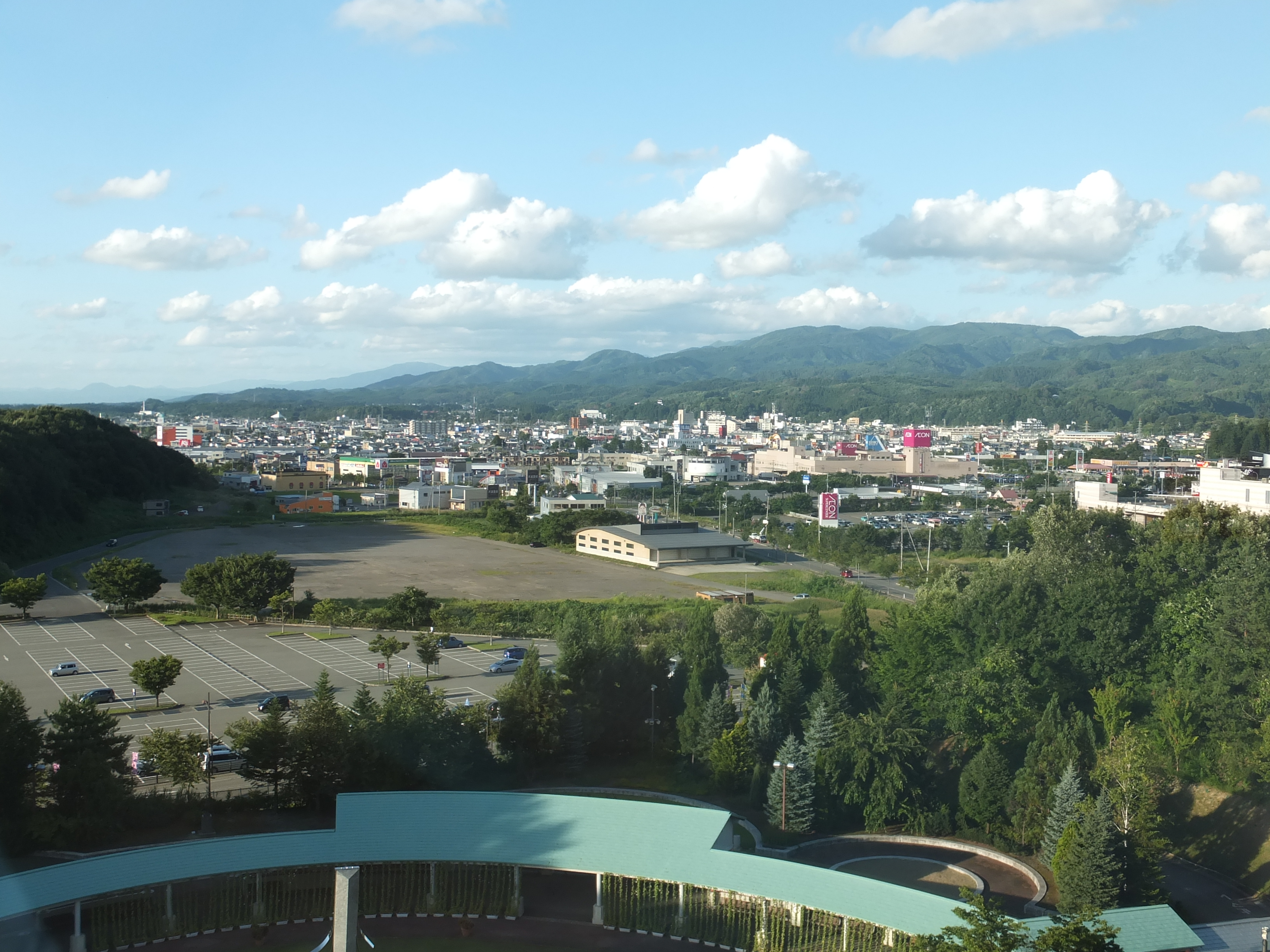
画像中央左の空き地が建設予定地
（2013年8月撮影）

2023年（令和5年）1月25日、両施設の基本設計を公開。開業は2026年（令和8年）度を目標とし、2023年秋には着工することとした。現行の施設については、新しい施設の供用が開始されるまで利用可能とする予定。
基本計画からは変更されず、横手体育館は赤坂総合公園（横手市赤坂）内に整備されることとなった。基本構想策定前は、赤坂総合公園内のサブグラウンド付近か秋田ふるさと村第3駐車場付近かを想定していたが、最終的には後者に決定した。この用地については、冬季は「第3雪捨場」として雪捨て場に使用されていた場所だったが、2023年4月に代替となる2か所の雪捨て場を設ける旨を発表した。一か所目は大沢字山下の新旭川橋（みずほの里ロード）付近の用地、二か所目は前郷字兀山の市営東部斎場（雄平フルーツライン沿い）付近の用地である。
施設の概要については、以下の通り。
|          | 現行施設                                                                                      | 新施設                                                                       |
| -------- | --------------------------------------------------------------------------------------------- | ---------------------------------------------------------------------------- |
| 名称     | 横手市横手体育館                                                                              | 横手市立体育館                                                               |
| 所在地   | 横手市条里二丁目2番40号                                                                       | 横手市赤坂大沼沢48番地 （赤坂総合公園）                                      |
| 敷地面積 | 7,002.60m2                                                                                    | 32,168.987m2                                                                 |
| 建築面積 | 3,407.70m2                                                                                    | 9,353.14m2                                                                   |
| 延床面積 | 4,519.75m2                                                                                    | 13,649.27m2                                                                  |
| 主な設備 | 大体育室（バスケットボール2面分） 中体育室（ミニバスケットボール1面分） 小体育室（剣道1面分） | 第1アリーナ（バスケットボール3面分） 第2アリーナ（バスケットボール1面分）    |
| 観客席数 | 336席（固定）                                                                                 | 2,000席（第1アリーナ） 220席（第2アリーナ） 1階部分の移動席を含めれば5,000席 |

設計は山下設計、都市整備、村田弘建築設計事務所JV。
両施設の再整備にかかる概算費用は、基本計画策定時には129億円としていたところが、2022年11月には187億円に、基本設計公開時には約198億円に膨れ上がるとの発表があった。円安による建設資材の高騰などが影響している。また、2023年7月18日にはさらに5億円（市民会館分）膨らみ、総事業費は約203億円となった。
事業費の増大に加え、2023年12月には市が事業費に活用しようとしていた事業債が見込めなくなる問題も発生した。当初、横手体育館の建設費である約110億円のうち、約38億円を国の「防災・減災・国土強靭化緊急対策事業債」で賄う予定だったが、国や県との制度の認識に食い違いがあり、約1億円しか見込めないことが判明し、不足分は「合併特例債」で補うことに決めた。これに対し、市議会は「財政運営の見通しが甘い」「市民会館に回すべき財源を体育館に回された」と批判している。この影響は、同時に計画が進む横手市民会館の建設におよび、市民会館は財源確保が困難になったことを理由に2024年11月に計画が一時中断される事態になった。

## 施設

### 大体育室
- 面積：1,512m2 (42m×36m)
- 収容人数：336人（固定席）
- 使用種目：バスケットボール2面、バレーボール2面、テニス2面、バドミントン8面、卓球20面、フットサル2面

### 中体育室
- 面積：448m2 (28m×16m)
- 使用種目：ミニバスケットボール1面、バレーボール1面、テニス1面、バドミントン2面、卓球10面、軽スポーツ等

### 小体育館
- 面積：192m2 (16m×12m)
- 使用種目：剣道1面、卓球、ダンス、ヨガ、バレエ、その他

### 格技場
- 面積：156m2 (13m×12m)
- 使用種目：剣道1面、卓球、ダンス、ヨガ、バレエ、その他

### その他
- 更衣室：コインロッカー32人分（男女別）
- シャワー：6室（男女別）

## 開館時間
- 9:00 - 22:00 
  - 窓口電話予約受付時間：8:30 - 22:00

## 休館日
- 毎月最後の月曜日
- 年末年始（12月29日から1月3日）
  - 最終月曜日が祝日の場合は、翌日が休館日となる。

## アクセス
自動車
E46 秋田自動車道 / E13 東北中央自動車道 横手ICから約5分。
E46 秋田自動車道  横手北SICから約7分。